# World Boxing Super Series
World Boxing Super Series – turniej boksu zawodowego organizowany przez grupę Comosa Fabricators AG. Pula nagród imprezy wynosi ponad 50 milionów dolarów.

## Zasady
Każdy sezon to zmagania w dwóch innych kategoriach wagowych – po ośmiu bokserów w każdej. Rywalizacja odbywa się na tradycyjnych, turniejowych zasadach, czyli walki ćwierćfinałowe, półfinałowe, a na końcu finał. Gale mają miejsce zarówno w Europie jak i innych kontynentach. Na jedną imprezę przypada jedna walka z cyklu „World Boxing Super Series”, reszta to już potyczki niezwiązane z tym turniejem. W przypadku kontuzji któregoś z uczestników turnieju, w jego miejsce zostaje powołany zawodnik z listy rezerwowej. Tryumfator turnieju w każdej dywizji zdobywa zaprojektowaną przez Silvio Gazzanigę statuetkę „Muhammad Ali Trophy”. W pierwszym sezonie zawodnicy rywalizują w kategorii junior ciężkiej i super średniej. Początek zmagań jest planowany na wrzesień 2017 roku, zaś pierwszy sezon ma się zakończyć w maju 2018 roku.

## Uczestnicy I sezonu
Kategoria junior ciężka
- Oleksandr Usyk
- Mairis Briedis
- Murat Gassijew
- Yunier Dorticos
- Krzysztof Włodarczyk
- Marco Huck
- Dmitrij Kudriaszow
- Mike Perez

Kategoria super średnia
- Chris Eubank Jr.
- George Groves
- Callum Smith
- Jürgen Brähmer
- Erik Skoglund
- Avni Yildrim
- Jamie Cox
- Rob Brant

## Ćwierćfinały I sezonu
Pary ćwierćfinałowe zostały wyłonione 8 lipca 2017 roku podczas specjalnej ceremonii w Monako.
09.09.2017  Oleksandr Usyk pokonał przez TKO w 10. rundzie  Marco Hucka (Max Schmelling Halle, Berlin)
16.09.2017  Callum Smith pokonał na punkty  Erika Skoglunda (Echo Arena, Liverpool)
23.09.2017  Yunier Dorticos pokonał przez TKO w 2. rundzie  Dmitrija Kudriaszowa (Alamodome, San Antonio)
30.09.2017  Mairis Briedis pokonał na punkty  Mike’a Pereza (Arena Riga, Ryga)
07.10.2017  Chris Eubank Jr pokonał przez KO w 3. rundzie  Avniego Yildrima (Hanns-Martin-Schleyer Halle, Stuttgart)
14.10.2017  George Groves pokonał przez KO w 4. rundzie  Jamiego Coxa (Wembley Arena, Londyn)
21.10.2017  Murat Gassijew pokonał przez KO w 3. rundzie  Krzysztofa Włodarczyka (Prudential Centre, Newark)
27.10.2017  Jürgen Brähmer pokonał na punkty  Roba Branta (Sport and Congress Center, Schwerin)

## Półfinały I sezonu
27.01.2018   Oleksandr Usyk pokonał na punkty   Mairisa Briedisa (Arena Riga, Ryga)
03.02.2018   Murat Gassijew pokonał przez KO w 12. rundzie   Yuniera Dorticosa (Bolshoy Ice Dom, Soczi)
17.02.2018   George Groves pokonał na punkty   Chrisa Eubanka Jr (Manchester Arena, Manchester)
24.02.2018   Callum Smith pokonał na punkty  Nieky'ego Holzkena (Arena Nurnberger, Norymberga)

## Finały I sezonu
21.07.2018  Oleksandr Usyk pokonał na punkty  Murata Gassijewa (Stadion Olimpijski, Moskwa)
28.09.2018  Callum Smith pokonał przez KO w 7. rundzie  George’a Grovesa (King Abdullah Sports City, Dżudda)

## Uczestnicy II sezonu
Kategoria kogucia
- Zolani Tete
- Ryan Burnett
- Emmanuel Rodriguez
- Naoya Inoue
- Jason Moloney
- Nonito Donaire
- Juan Carlos Payano
- Michaił Alojan

Kategoria junior półśrednia
- Kirył Relicz
- Iwan Baranczyk
- Anthony Yigit
- Josh Taylor
- Eduard Trojanowski
- Regis Prograis
- Terry Flanagan
- Ryan Martin

Kategoria junior ciężka
- Mairis Briedis
- Yunier Dorticos
- Andrew Tabiti
- Krzysztof Głowacki
- Mateusz Masternak
- Maksim Własow
- Noel Gevor
- Rusłan Fajfer

## Ćwierćfinały II sezonu
07.10.2018   Naoya Inoue pokonał przez KO w 1 rundzie Juana Carlosa Payano  (Arena, Jokohama)
07.10.2018   Kirył Relicz pokonał jednogłośnie na punkty Eduarda Trojanowskiego  (Arena, Jokohama)
13.10.2018   Andrew Tabiti pokonał jednogłośnie na punkty Rusłana Fajfera  (Jekaterynburg Expo, Jekaterynburg)
13.10.2018   Zolani Tete pokonał jednogłośnie na punkty Michaiła Alojana  (Jekaterynburg Expo, Jekaterynburg)
20.10.2018   Yunier Dorticos pokonał jednogłośnie na punkty Mateusza Masternaka  (CFE Arena, Orlando)
20.10.2018   Emmanuel Rodriguez pokonał niejednogłośnie na punkty Jasona Moloneya  (CFE Arena, Orlando)
27.10.2018   Regis Prograis pokonał jednogłośnie na punkty Terry’ego Flanagana  (Lakefront Arena, Nowy Orlean)
27.10.2018   Iwan Baranczyk pokonał przez RTD w 7 rundzie Anthony’ego Yigita  (Lakefront Arena, Nowy Orlean)
03.11.2018   Josh Taylor pokonał przez TKO w 7 rundzie Ryana Martina  (The SSE Hydro, Glasgow)
03.11.2018  Nonito Donaire pokonał przez RTD w 4 rundzie Ryana Burnetta  (The SSE Hydro, Glasgow)
10.11.2018   Mairis Briedis pokonał jednogłośnie na punkty Noela Gevora  (UIC Pavilion, Chicago)
10.11.2018   Krzysztof Głowacki pokonał jednogłośnie na punkty Maksima Własowa  (UIC Pavilion, Chicago)

## Półfinały II sezonu
27.04.2019  Nonito Donaire pokonał przez KO w 6 rundzie Stephena Younga  (Cajun Dome, Lafayette)
27.04.2019  Regis Prograis pokonał przez TKO w 6 rundzie Kiryła Relicza  (Cajun Dome, Lafayette)
18.05.2019  Josh Taylor pokonał jednogłośnie na punkty Iwana Baranczyka  (SSE Hydro, Glasgow)
18.05.2019  Naoya Inoue pokonał przez KO w 2 rundzie Emmanuela Rodrigueza  (SSE Hydro, Glasgow)
15.06.2019  Yunier Dorticos pokonał przez KO w 10 rundzie Andrew Tabitiego  (Arena Ryga, Ryga)
15.06.2019  Mairis Briedis pokonał przez TKO w 3 rundzie Krzysztofa Głowackiego  (Arena Ryga, Ryga)

## Finały II sezonu
26.10.2019  Josh Taylor pokonał dwa do remisu Regisa Prograisa  (O2 Arena, Londyn)
07.11.2019  Naoya Inoue pokonał jednogłośnie na punkty Nonito Donaire'a  (Super Arena, Saitama)
26.09.2020  Mairis Briedis pokonał dwa do remisu Yuniera Dorticosa  (Plazamedia Broadcasting Centre, Monachium)